# Paparazzi (singel Girls’ Generation)
„PAPARAZZI” – czwarty japoński singel południowokoreańskiej grupy Girls’ Generation, wydany 27 czerwca 2012 roku. Utwór promował album studyjny GIRLS’ GENERATION II ~Girls & Peace~.
Osiągnął 2 pozycję w rankingu Oricon Singles Chart i pozostał na liście przez 17 tygodni. Sprzedał się w nakładzie 136 181 egzemplarzy w Japonii, a według Nielsen SoundScan „PAPARAZZI” sprzedał się w ilości 103 tysięcy cyfrowych kopii (stan na czerwiec 2012 r.). Zdobył status złotej płyty. Singel ukazał się w trzech wersjach: regularnej CD, limitowanej CD+DVD oraz limitowanej First Press CD+DVD.

## Lista utworów
| CD |                            |                                                  |                                                  |      |
| Nr | Tytuł                      | Słowa                                            | Muzyka                                           | Czas |
| 1. | "PAPARAZZI"                | Fredrik Thomander, Johan Becker, Junji Shiwatari | Fredrik Thomander, Johan Becker, Junji Shiwatari | 3:46 |
| 2. | "PAPARAZZI" (instrumental) |                                                  | Fredrik Thomander, Johan Becker, Junji Shiwatari | 3:46 |

## Notowania
| Lista                                  | Pozycja |
| -------------------------------------- | ------- |
| Weekly Oricon Singles Chart            | 2       |
| Yearly Oricon Singles Chart (rok 2012) | 58      |
| Billboard Japan Hot 100                | 1       |
| Billboard Japan Hot 100 (2012 rok)     | 50      |
| RIAJ Digital Track Chart               | 2       |
| Gaon Weekly Album Chart                | 1       |
| Gaon Weekly Album Chart International  | 4       |
| Billboard World Digital Songs          | 20      |

## Certyfikaty
| Kategoria certyfikatu        | Certyfikat |
| ---------------------------- | ---------- |
| RIAJ                         | Złoto      |
| RIAJ (full-length Chaku-Uta) | Gold       |